# Jean Frey AG
Die Jean Frey AG war ein schweizerisches Medienunternehmen mit Sitz in Zürich.
Aus der Fusion der Jean Frey AG und dem Verlag Handelszeitung ist 2007 die Axel Springer Schweiz AG mit Hauptsitz in Zürich hervorgegangen.
Sie war Herausgeberin der:
- Sportzeitung Sport
- Konsumentenzeitschrift Beobachter
- Wirtschaftszeitschrift Bilanz
- Fernsehzeitschrift TV Star
- Fernsehzeitschrift Tele

Ausserdem betreute das Unternehmen die Anzeigenakquisition diverser Fachzeitschriften, insbesondere aus dem Gesundheitsbereich.

## Geschichte
Jean Frey (* 10. Juni 1861; † 26. August 1951) kaufte zwischen 1882 und 1884 Druckereien in Aarburg, Zofingen und Thun, wo er Lokalzeitungen sowie die Schweizerische Allgemeine Volkszeitung herausgab. 1889 gründete er in Zürich ein Druckerei- und Verlagsunternehmen, welches ab 1919 Jean Frey AG hieß und verschiedene Zeitungstitel (unter anderem Schweizer Wochen-Zeitung, Nebelspalter, Sport) herausgab.
Nach seinem Tod wurde sein Enkel Max Frey (* 1924; † 1994) Mehrheits- und später Alleinaktionär. Unter Max Frey wurde das Unternehmen zu einem der größten Medienunternehmen der Schweiz, unter anderem wurden die Titel Die Weltwoche, Züri Leu, Annabelle, Bilanz und Pop herausgegeben. Das Unternehmen war 1959 an der Herausgabe der Zeitung Blick beteiligt. Nach der Übernahme der Druckerei Berichthaus 1978 gab es das Tagblatt der Stadt Zürich heraus.
1987 verkaufte der Alleinaktionär Max Frey den Verlag und die Druckereien mit 1200 Mitarbeitern an Werner K. Rey. Zu diesem Zeitpunkt gehörten zur Jean-Frey-Gruppe neben der Jean Frey AG mit Weltwoche, Bilanz, Sport, Pop Rocky und weitere Zeitschriften auch die Druckerei Winterthur AG, Offset und Buchdruck AG und Cliche + Litho AG.
1991 übernahm Beat Curti (Curti Medien AG) den Konzern; 1995 übernahm die Basler Mediengruppe (BMG) die Mehrheit der Curti Medien AG, welche den Konzern 2002 über Swissfirst an eine Investorengruppe um Hauptaktionär Tito Tettamanti verkaufte.
Zu den regelmässigen Publikationen, die der Verlag schon vor dem Zweiten Weltkrieg herausgab, gehörten neben der Sport u. a. auch die Schweizer Wochenzeitung (anfänglich ab 1890 als Schweizerische Wochen-Zeitung), die Schweizerische Bauzeitung, die Bilder-Woche, das Familienheim, der Joggeli-Kalender und die Zürcher Schreibmappe.
CEO der Jean-Frey-Gruppe war von 2002 bis Ende 2006 der damalige Nationalrat Filippo Leutenegger.

## Übernahme
Hauptaktionäre der Jean Frey AG waren Ende 2006 der Financier Tito Tettamanti (32 Prozent), der ehemalige Verleger der Wirtschaftszeitung Finanz und Wirtschaft Gerhart Isler (32 Prozent) und VR-Präsident Martin Wagner (10 Prozent). Die übrigen 26 Prozent des Aktienkapitals waren auf verschiedene kleinere Aktionäre (unter 5 Prozent) verteilt. Per Anfang 2007 wurde das Unternehmen an die Axel Springer AG verkauft und in der Folge in Ringier Axel Springer Schweiz umbenannt.
Zum Unternehmen gehörte ursprünglich auch das Nachrichtenmagazin Die Weltwoche (Chefredaktor Roger Köppel), an dem Jean Frey 2006 mit noch 40 Prozent beteiligt war. Durch den der Übernahme vorausgehenden Verkauf des 40-Prozent-Anteils an der Weltwoche ging diese vollständig an Roger Köppel.